# 嵩明府
嵩明府，元朝时设置的府。
至元十五年（1278年）升长州置，治所在今云南省嵩明县。辖境相当今云南省嵩明县及昆明市东北部。二十二年（1285年），降为嵩明州。 